# Prótesis de retina Argus

Procesamiento visual a través de un ojo biónico

La prótesis de retina Argus, también conocida como ojo biónico, es un implante electrónico de retina fabricado por la compañía estadounidense de productos médicos Second Sight. Se utiliza como prótesis visual para mejorar la visión de personas con casos graves de retinosis pigmentaria. La versión Argus II del sistema fue aprobada para su comercialización en la Unión Europea en marzo de 2011 y recibió la aprobación en los Estados Unidos en febrero de 2013 bajo un mecanismo diseñado para uso humano. El sistema Argus II cuesta alrededor de $150,000 USD, sin embargo, se excluye el costo de la cirugía de implantación y la capacitación para aprender a utilizar el dispositivo. La compañía Second Sight tuvo su oferta pública de venta en 2014 y se incluyó en la NASDAQ.
En 2020 se descontinuó la fabricación y el desarrollo de la prótesis, sin embargo, la compañía Cortigent se hizo cargo en 2023.

## Uso médico
El Argus II está diseñado específicamente para tratar a las personas con retinosis pigmentaria. El dispositivo fue aprobado con datos que arrojó un ensayo clínico de un solo grupo que incluyó a treinta personas con retinosis pigmentaria grave. El seguimiento más largo de un individuo en el ensayo fue de 38.3 meses. Los participantes recibieron el implante en un solo ojo y se les realizaron pruebas con el dispositivo encendido o apagado como medida de control durante el ensayo. Con el dispositivo encendido, alrededor del 23% de los individuos obtuvo mejoras en su visión, pues todos se habían situado en el rango 2,9 o más alto en la escala de medida el logaritmo del ángulo mínimo de resolución (logMAR) y las mejoras oscilaron entre poco menos de 2,9 y 1,6 en la escala logMAR, el equivalente a 20/1262 en capacidad de lectura. El 96% de los individuos fueron capaces de identificar mejor un cuadrado blanco en una pantalla negra de computadora, mientras que el 57% fue capaz de determinar mejor la dirección en la que una barra blanca se movía a través de una pantalla negra de computadora. Con el dispositivo encendido, aproximadamente el 60% fue capaz de caminar con precisión hasta una puerta situada a más de 6 metros de distancia, a diferencia del 5% que lo lograba con el dispositivo apagado, mientras que el 93% no presentó cambios en la percepción de la luz.

## Efectos secundarios
Entre los treinta participantes en el ensayo clínico se registraron nueve sucesos graves, los cuales incluyen: presión intraocular inferior a la normal, erosión de la conjuntiva, reapertura de la herida quirúrgica, inflamación dentro del ojo y desprendimientos de retina. También existe riesgo de infección bacteriana a causa de los cables implantados que conectan el implante al procesador de la señal.

## Procedimiento quirúrgico
La operación dura varias horas y al paciente que recibe el implante se le administra anestesia general. El cirujano extrae el humor vítreo y cualquier membrana de la retina donde se coloca el implante, éste se adhiere a la superficie de la retina con una tachuela retiniana. Los cables que conectan el implante al procesador se dirigen a través de la pars plana, una zona cerca del punto donde se tocan el iris y la esclerótica. 

## Dispositivo
El elemento externo primario del implante Argus es una cámara digital montada sobre un armazón de gafas que obtiene imágenes del entorno del usuario, las señales de la cámara se transmiten inalámbricamente a un procesador de imágenes informatizado. A su vez, el procesador está conectado por cables al mismo implante, el cual se instaura quirúrgicamente en la superficie de la retina del paciente, donde se sujeta. El implante consta de 60 electrodos, cada uno de 200 micras de diámetro.
La resolución de la imagen de cuadrícula rectangular de 6 puntos por 10 puntos (producida por una matriz de 6 por 10 de 60 electrodos, de los cuales 55 están habilitados) es una visión muy reducida en comparación con la agudeza visual normal, lo que permite la detección visual de los extremos de las grandes áreas de alto contraste, como marcos de puertas y aceras para proporcionarle al paciente capacidad de recorrer su entorno de manera más segura.

## Historia
El fabricante de Argus, Second Sight Medical Products, se fundó en Sylmar, California, en 1998 por Alfred Mann, Samuel Williams y Gunnar Bjorg. Williams, quien era un inversor de una empresa de implantes cocleares gestionada por Mann, le propuso fundar una empresa para desarrollar un producto similar para al ojo a lo que Mann convocó una reunión con ellos dos y Robert Greenberg, quien trabajaba en la fundación de Mann. Greenberg había trabajado previamente en prótesis de retina como estudiante de posgrado en la Universidad Johns Hopkins, creó el plan de negocio y fue nombrado director general de la nueva empresa cuando fue su lanzamiento, puesto que mantuvo hasta el 2015 (y presidente de la junta directiva hasta el 2018). La primera versión de la prótesis, el Argus I, se probó clínicamente en seis personas a partir del 2002, mientras que la segunda versión, el Argus II, se diseñó para ser más pequeño y fácil de implantar y se inventó conjuntamente por Mark Humayun del USC Eye Institute, quien había participado en las pruebas clínicas del Argus I. El Argus II se probó por primera vez en México en 2006 y posteriormente se llevó a cabo un ensayo clínico con 30 personas en 10 centros médicos de toda Europa y Estados Unidos.

## Sociedad y cultura

### Estatus normativo
El Argus II recibió la aprobación para su uso comercial en la Unión Europea en marzo del 2011. En febrero del 2013, la Administración de Alimentos y Medicamentos de los Estados Unidos (FDA, por sus siglas en inglés) aprobó el Argus II en virtud de un mecanismo diseñado para uso humano y autorizó su uso para un máximo de 4,000 personas al año en Estados Unidos.

### Precios y seguros
El Argus II estaba disponible inicialmente en un número limitado de clínicas en Francia, Alemania, Italia, Países Bajos, Reino Unido y Arabia Saudita a un precio de mercado de $115,000 USD. Cuando el Argus II se lanzó en Estados Unidos en febrero del 2013, Second Sight anunció que el precio rondaría los 150,000 dólares excluyendo el costo de la cirugía y la capacitación para su uso. En agosto del 2013, Second Sight anunció que se habían aprobado los pagos de reembolso del Argus II para los ciegos beneficiarios de Medicare en Estados Unidos.

## Investigación
En 2017 se inició un ensayo en Inglaterra para diez pacientes, financiado por el Servicio Nacional de Salud  de Inglaterra (NHS por sus siglas en inglés).

## Secuelas
En 2020, Second Sight dejó de brindar asistencia técnica para el Argus, así como para el dispositivo sucesor Argus II y para el implante cerebral Orion, ya que una investigación de IEEE Spectrum reveló que los usuarios corren el riesgo de padecer ceguera nuevamente (y en algunos casos ya ha sucedido). En agosto del 2023, Second Sight se fusionó con Nano Precision Medical comprometiéndose a brindar asistencia técnica al Argus II.